# Karl Hessenberg
Karl Adolf Hessenberg (Frankfurt am Main, 8 september 1904 - aldaar, 22 februari 1959) was een Duits elektrotechnisch ingenieur en wiskundige.

## Leven en werken
Hessenberg studeerde van 1925 tot 1930 elektrotechniek aan de Technische Universiteit Darmstadt. In 1942 promoveerde hij bij Alwin Walther op het proefschrift „Die Berechnung der Eigenwerte und Eigenlösungen linearer Gleichungssysteme“.
Naar hem is de Hessenbergmatrix genoemd. 
Karl Hessenberg was een broer van de componist Kurt Hessenberg; een overgrootvader van hem was de arts en kinderboekenschrijver Heinrich Hoffmann.